# Dawley
Dawley è una delle comunità che, aggregate, formano la new town di Telford, nella contea dello Shropshire, in Inghilterra.
Oggigiorno il suo nome ufficiale è Great Dawley, "Dawley Maggiore", per distinguerla da Dawley Hamlets, ossia la periferia della stessa cittadina che però ne è stata istituzionalmente staccata per formare una parrocchia civile a sé stante con altri villaggi vicini.